# Hannes Messemer
Hannes Messemer, all'anagrafe Hans Edwin Messemer (Dillingen an der Donau, 17 maggio 1924 – Aquisgrana, 2 novembre 1991), è stato un attore tedesco.

## Biografia
Caratterista prolifico, attivo sul grande schermo dalla metà degli anni cinquanta, si specializzò in ruoli di ufficiali tedeschi in film sulla seconda guerra mondiale, esperienza che fra l'altro aveva vissuto in prima persona come militare inviato a Stalingrado per punizione, e poi come prigioniero dei sovietici.
Lavorò in due film di Roberto Rossellini, Il generale Della Rovere (1959), in cui interpretò il colonnello nazista Müller, ruolo per il quale ottenne una menzione speciale al Festival di Venezia, e l'anno successivo in Era notte a Roma (1960), nel ruolo del colonnello Von Kleist. La sua interpretazione più nota a livello internazionale fu quella del colonnello Von Luger, comandante del campo di prigionia nel film La grande fuga (1963).
Fin dagli esordi fu molto attivo in ambito televisivo, partecipando a varie serie tedesche e trasposizioni teatrali per il piccolo schermo, incrementando la sua produzione negli anni della maturità. Morì a 67 anni per infarto.

## Filmografia parziale
- Rosa nel fango (Rose Bernd), regia di Wolfgang Staudte (1957)
- Ordine segreto del III Reich (Nachts, wenn der Teufel kam), regia di Robert Siodmak (1957)
- Il grattacielo del delitto (Der gläserne Turm), regia di Harald Braun (1957)
- I legionari (Madeleine und der Legionär), regia di Wolfgang Staudte (1958)
- Il prigioniero di Stalingrado (Der Arzt von Stalingrad), regia di Géza von Radványi (1958)
- Il giorno della violenza (Douze heures d'horloge), regia di Géza von Radványi (1959)
- Il generale Della Rovere, regia di Roberto Rossellini (1959)
- Babette va alla guerra (Babette s'en va-t-en guerre), regia di Christian-Jaque (1959)
- La gran vita (Das kunstseidene Mädchen), regia di Julien Duvivier (1960)
- Era notte a Roma, regia di Roberto Rossellini (1960)
- La tradotta (Der Transport), regia di Jürgen Roland (1961)
- Il giudizio universale, regia di Vittorio De Sica (1961)
- La grande fuga (The Great Escape), regia di John Sturges (1963)
- La spia che venne dall'ovest (Agent spécial à Venise), regia di André Versini (1964)
- L'affare Goshenko (L'Espion), regia di Raoul Lévy (1966)
- Parigi brucia? (Paris brûle-t-il?), regia di René Clément (1966)
- Il dolci peccati di Venere (Grieche sucht Griechin), regia di Rolf Thiele (1966)
- Dossier Odessa (The Odessa File), regia di Ronald Neame (1974)